# Lechea cubensis
Lechea cubensis är en solvändeväxtart som beskrevs av Leggett. Lechea cubensis ingår i släktet Lechea och familjen solvändeväxter. Inga underarter finns listade i Catalogue of Life.